# Matt Crafton
Matthew Justin Crafton, conocido como Matt Crafton, es un piloto estadounidense que ha destacado en la modalidad de carreras de stock cars. Actualmente compite corriendo a tiempo completo en la NASCAR Gander RV & Outdoors Truck Series para ThorSport Racing, en su camioneta n.º 88.
Crafton se proclamó campeón de la NASCAR Truck Series en 2013, 2014 y 2019 corriendo para ThorSport Racing, siendo el segundo piloto con más títulos de la historia de las series, empatado con Jack Sprague.

## Trayectoria

### Inicios
Crafton nació en Tulare, en California. En sus inicios corrió en Go-Karts, en midgets y en sprints. Comenzó su carrrea en karts a la temprana edad de siete años. Ganó carrrea y competiciones regionales y nacionales de karts, pasando a competir con 15 años en midgets.
Crafton debutó en 1996 en NASCAR Featherlite Southwest Series en sustitución de su padre, que se había lesionado, corriendo las tres últimas carreras. En 1997 disputó la competición a tiempo completo, como en 1998, 1999 y 2000, año en el que se proclamó campeón. Su éxito hizo que ThorSport Racing, que por entonces se llamaba SealMaster Racing, le pusiera a correr en la camioneta n.º 88 en la última carrera del 2000.

### NASCAR
Debutó en el Auto Club con un noveno puesto en las Truck Series. Además, en una carrera de la NASCAR Winston West Series, disputó la última carrera del año, quedando 2º. Al año siguiente, en 2001, corrió en la NASCAR Truck Series a tiempo completo para ThroSort, conocido como SealMaster Racing por motivos de patrocinio, acabando 12º. Al año siguiente empeoró hasta el 15º puesto. En 2003 mejoró hasta posicionarse 11º en la general.
En 2004 cambió de equipo y se unió a Kevin Harvick Incorporated, el equipo del piloto de la NASCAR Cup Series Kevin Harvick. Ese año consiguió el mejor resultado de su carrera en NASCAR, al finalizar quinto en la general. Esta fue la primera vez que entró en el top-10 de la general.
Pese a los buenos resultados, en 2005 vuelve a ThorSpor Racing para ser 9º. Ese año consiguió su primera pole position, en New Hampshire International Speedway. En 2006 volvió a quedar fuera de los diez primeros de la general, ya que acabó 14º. En 2007 mejoró hasta ser 8º en la general.
En 2008 Crafton consiguió su primera victoria, en Charlotte Motor Speedway. Se trataba de su carrera número 178, siendo el piloto con más carreras disputadas hasta su primera victoria en la historia de las Truck Series. Ese año acabó las Truck Series en 5ª posición. Además, esa temporada disputó los entrenamientos libres y la sesión de clasificación de la carrera en Homestead-Miami en sustitución de Robby Gordon, quien estaba disputando una carrera de off-road. Esa siuación se repitió en 2009 en la última carrera del año
En 2009 consiguió dos poles, en Chicagoland Speedway y Texas Motor Speedway. Sin embargo, ese año no ganó ninguna carrera. Pese a eso, su regularidad y consistencia le hicieron ser subcampeón, detrás de Ron Hornaday. Ese año volvió a correr en la NASCAR Camping World West Series, nuevo nombre de las Winston West Series, pero no pudo clasificarse para correr la carrera en Phoenix.
En 2010 consiguió otra pole, en Texas, pero no ganó carreras y su posición en la general fue peor (4º). También corrió en las ARCA Racing Series, corriendo dos pruebas, finalizando ambas en quinta posición.
En 2011 ganó una carrera en Iowa Speedway, y consiguió dos poles, en Michigan International Speedway y en Martinsville Speedway, donde hizo el récord de vuelta del circuito en la categoría de las Truck Series. No obstante, la irregularidad hizo que acabase octavo el campeonato. En las ARCA Racing Series corrió una carrera, quedando 32º.
En 2012, en el que el equipo dejó de correr con Chevrolet para hacerlo con Toyota, y finalizó 6º sin victorias. En las ARCA racing Series corrió una carrera, en la que fue 31.º.
En 2013 tuvo el mejor año de su carrera, pues se proclamó campeón por primera vez de las Truck Series, con una victoria en Kansas Speedway y acabando entre los diez primeros las 16 primeras carreras del año. Además, fue el único piloto que disputó todas las vueltas del campeonato ese año. Tras su victoria en Kansas se colocó como líder, y no abandonó esa posición durante todas las carreras que restaban. Por otra parte, debutó en la NASCAR Nationwide Series, corriendo tres carreras para Richard Childress Racing. En las dos carrera en el Kentucky Speedway fue tercero, mientras que en Chicagoland fue 10º.
En 2014 volvió a ganar el campeonato de las Truck Series, lo que supuso la primera vez que un piloto ganaba dos campeonatos de las Truck Series de manera consecutiva. Además, ese fue el primer año en el que ganó más de una carrera, en Martinsville y Texas. Además, en la carrera de Texas consiguió por primera vez liderar más de 100 vueltas en una sola carrera. Ese año corrió en la Nationwide Series una carrera para RCR, en la que acabó 12º. Por otra parte, en 2014, gracias al apoyo de su patrocinador Menards corrió sustituyó dos veces a Paul Menard, a quien también patrocinaba Menards, en dos sesiones de clasificación. En la primera, en Daytona, estuvo provocada por una explosión de una tubería en la casa de Mendard. Crafton consiguió clasficar el coche tercero en los entrenamientos libres. Más tarde, en marzo, Crafton disputó los libres y la clasificación de la carrera en Las Vegas Motor Speedway dado que Menard fue al hospital pues su esposa estaba a punto de dar a luz a su primer hijo. Ese mismo año intentó hacer su propio debut en las Cup Series con RAB Racing para las 400 Millas de Brickyard, pero no pudo clasificarse. Posteriormente corrió la sesión de clasificación en Míchigan para Furniture Row Racing, ya que su piloto Martin Truex Jr. estaba en el hospital junto a su novia Sherry Pollex, quien estaba siguiendo tratamiento contra el cáncer.
En 2015 consiguió ganar seis carreras, más que todas las carreras que había ganado previamente. No obstante, algunos abandonos causaron que sus resultados fuesen irreguares, de modo que sólo pudo ser tercero en la general. Con su victorias en Kansas se convirtió en el piloto de las Truck Series que ganó más de una carrera en ese circuito. Por otra parte, debido a la fractura de piernas durante la carrera de las Nationwide Series en 2015, Kyle Busch no pudo participar en las 500 Millas de Daytona de 2015. Joe Gibbs Racing eligió a Crafton para ocupar su asiento en la Gran Carrera Americana, en la que acabó 18º.
En 2016 consiguió dos victorias, que fueron consecutivas (la primera vez en su carrera que lo conseguía), en Dover y Chalotte. Ese año acabó subcampeón.

En 2017 ganó el Dirt Derby de Eldora. Ese mismo año tuvo un espectacular accidente en la primera carrera del año, en Daytona. Su camioneta chocó con la de su compañero Ben Rhodes. Tras el impacto, la de Crafton dio una vuelta de campana y aterrizó sobre las ruedas. Acabó el año 4º.

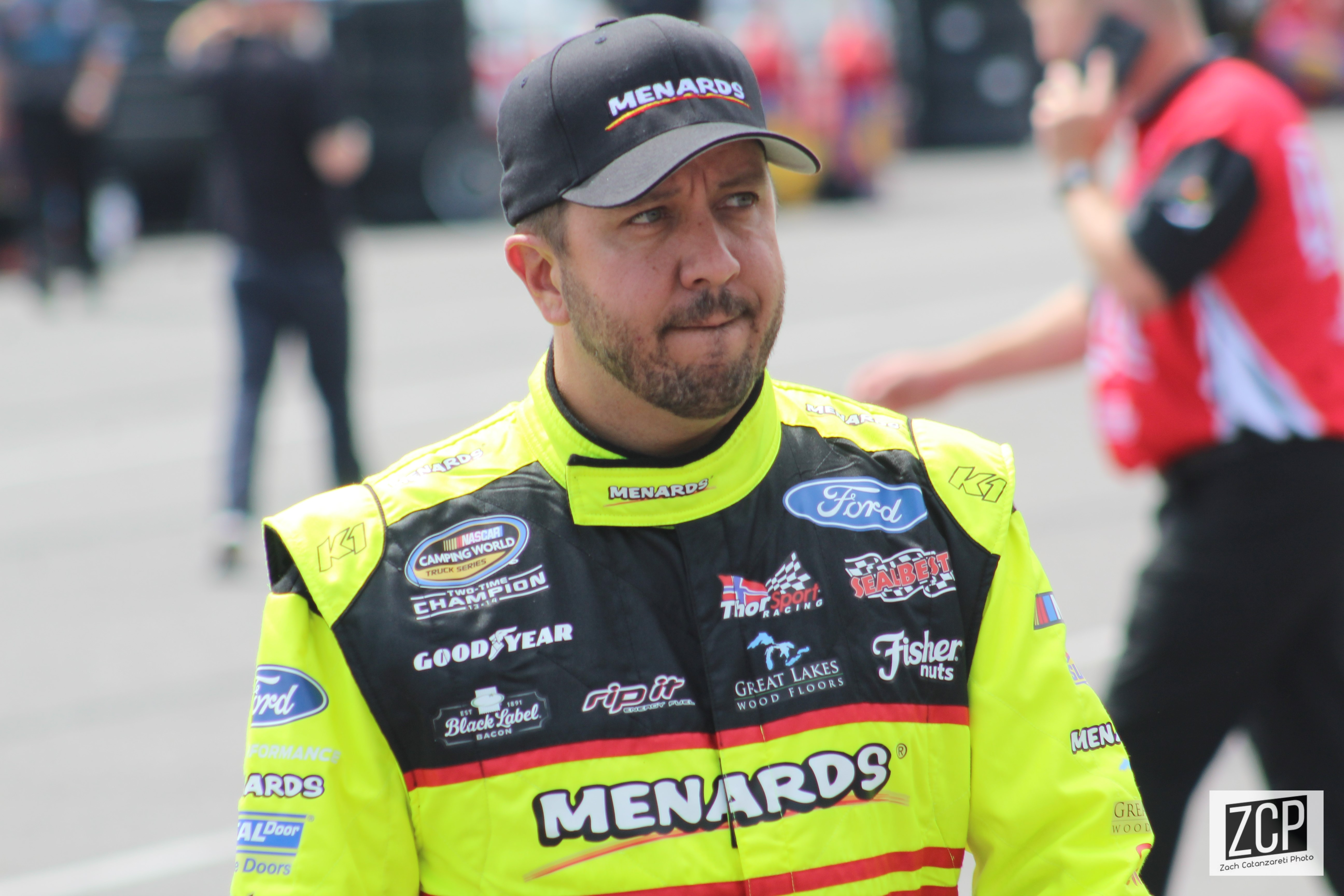
Matt Crafton, fotografiado en 2018, en Pocono.

En 2018 acabó 6º en la general. Por primera vez desde 2012 no ganó ni una sola carrera, consiguiendo un segundo puesto en Dover.
En 2019, pese a no ganar una sola carrera en la NASCAR Truck Series, se proclamó campeón al finalizar segundo, y delante de todos sus competidores, en la final a cuatro en Homestead-Miami Speedway. Pese a no ganar carreras, consiguió 7 top-5 y 18 top-10 en 23 carreras. Ese mismo año corrió en dos eventos en la NASCAR Cup Series. En el primero de ellos, en Talladega, corrió la segunda parte de la carrera (esta fue suspendida a causa de la lluvia el domingo y reanudada el lunes) sustituyendo a Paul Menard. En esa carrera fue 16º. En la segunda, en Martinsville Speedway, sustituyó a Matt Tifft, quien sufrió un ataque epiléptico y no fue autorizado a correr. Acabó 25º. 

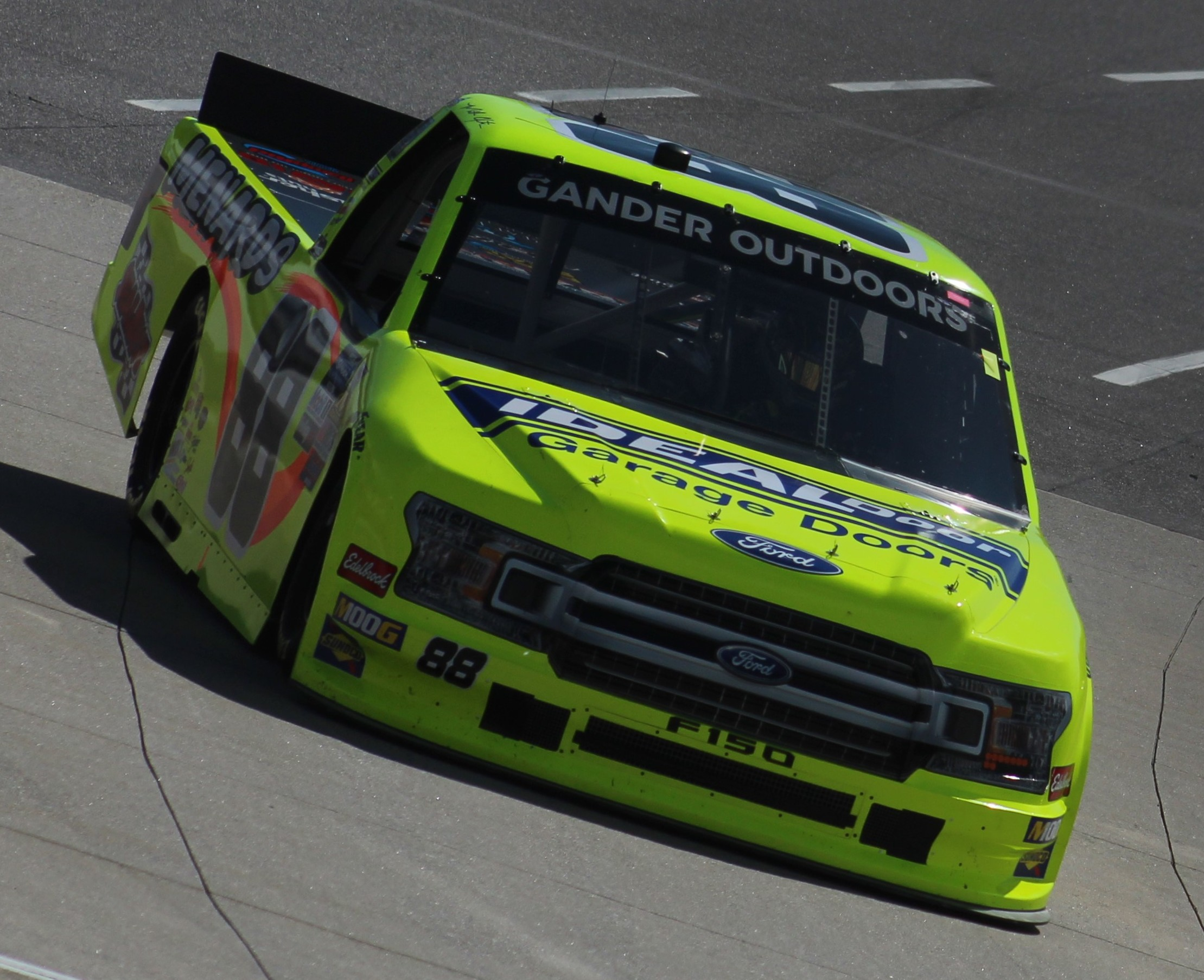
Matt Crafton corriedo en Martinsville en 2019.

En 2020 consiguió poner fin a su racha de no ganar carrera en el Kansas Speedway, en la que se impuso sobre Christian Eckes y su compañero Grant Enfinger. De este modo acabó con una racha de 67 carreras sin ganar. Fue eliminado en la Ronda de 8 de los playoffs, acabando el año en quinta posición de la general.

### Otras participaciones
En 2012 participó en el TORC: The Off-Road Championship, concretamente en la carrera de Chicagoland, apoyado por Travis Pastrana. Acabó 4º.
Más tarde, en 2015, volvió a participar en el TORC para disputar la carrera en honor a Chris Kyle en Texas. Tuvo que correr con dirección en sólo dos ruedas tras una rotura en la dirección de la camioneta.
En 2014 y 2015 corrió el IWK 250, una carrera de Late Models que se corre en Riverside International Speedway. En 2014 ganó la pole y finalizó 10º. En 2015 empezó tercero pero, cuando era líder, abandonó por tener roturas en los frenos.
En marzo de 2019 corrió en el Michelin Pilot Challenge, en el Sebring International Raceway, junto a su compañero en ThorSport Racing Grant Enfinger, y en Canadian Tire Motorsport Park, junto a su otro compañero Johnny Sauter. Corrió para Multimatic Motorports, acabando 15º y 14º, respectivamente.

## Resultados

### Resultados en la NASCAR Cup Series
| Año  | Coche     | N.º | Equipo                   | 1      | 2   | 3   | 4   | 5      | 6   | 7   | 8   | 9   | 10  | 11  | 12  | 13     | 14  | 15  | 16  | 17  | 18  | 19  | 20      | 21  | 22  | 23     | 24  | 25  | 26  | 27  | 28  | 29  | 30  | 31     | 32  | 33     | 34  | 35  | 36     | Posición | Puntos |
| ---- | --------- | --- | ------------------------ | ------ | --- | --- | --- | ------ | --- | --- | --- | --- | --- | --- | --- | ------ | --- | --- | --- | --- | --- | --- | ------- | --- | --- | ------ | --- | --- | --- | --- | --- | --- | --- | ------ | --- | ------ | --- | --- | ------ | -------- | ------ |
| 2008 | Dodge     | 7   | Robby Gordon Motorsports | DAY    | CAL | LVS | ATL | BRI    | MAR | TEX | PHO | TAL | RCH | DAR | CLT | DOV QL | POC | MCH | SON | NHA | DAY | CHI | IND     | POC | GLN | MCH    | BRI | CAL | RCH | NHA | DOV | KAN | TAL | CLT    | MAR | ATL    | TEX | PHO | HOM    | NC       | -      |
| 2009 | Dodge     | 7   | Robby Gordon Motorsports | DAY    | CAL | LVS | ATL | BRI    | MAR | TEX | PHO | TAL | RCH | DAR | CLT | DOV    | POC | MCH | SON | NHA | DAY | CHI | IND     | POC | GLN | MCH    | BRI | ATL | RCH | NHA | DOV | KAN | CAL | CLT    | MAR | TAL    | TEX | PHO | HOM QL | NC       | -      |
| 2014 | Chevrolet | 27  | Richard Childress Racing | DAY    | PHO | LVS | BRI | CAL QL | MAR | TEX | DAR | RCH | TAL | KAN | CLT | DOV    | POC | MCH | SON | KEN | DAY | NHA |         |     |     |        |     |     |     |     |     |     |     |        |     |        |     |     |        | 74.º     | 0      |
| 2014 | Toyota    | 29  | RAB Racing               |        |     |     |     |        |     |     |     |     |     |     |     |        |     |     |     |     |     |     | IND DNQ | POC | GLN |        |     |     |     |     |     |     |     |        |     |        |     |     |        | 74.º     | 0      |
| 2014 | Chevrolet | 78  | Furniture Row Racing     |        |     |     |     |        |     |     |     |     |     |     |     |        |     |     |     |     |     |     |         |     |     | MCH QL | BRI | ATL | RCH | CHI | NHA | DOV | KAN | CLT    | TAL | MAR    | TEX | PHO | HOM    | 74.º     | 0      |
| 2015 | Toyota    | 18  | Joe Gibbs Racing         | DAY 18 | ATL | LVS | PHO | CAL    | MAR | TEX | BRI | RCH | TAL | KAN | CLT | DOV    | POC | MCH | SON | DAY | KEN | NHA | IND     | POC | GLN | MCH    | BRI | DAR | RCH | CHI | NHA | DOV | CLT | KEN    | TAL | MAR    | TEX | PHO | HOM    | 60.º     | 0      |
| 2019 | Ford      | 21  | Wood Brothers Racing     | DAY    | ATL | LVS | PHO | CAL    | MAR | TEX | BRI | RCH | TAL | DOV | KAN | CLT    | POC | MCH | SON | CHI | DAY | KEN | NHA     | POC | GLN | MCH    | BRI | DAR | IND | LVS | RCH | CLT | DOV | TAL RL | KEN |        |     |     |        | 60.º     | 0      |
| 2019 | Ford      | 36  | Front Row Motorsports    |        |     |     |     |        |     |     |     |     |     |     |     |        |     |     |     |     |     |     |         |     |     |        |     |     |     |     |     |     |     |        |     | MAR 25 | TEX | PHO | HOM    | 60.º     | 0      |

### Resultados en las 500 Millas de Daytona
| Año  | Vehículo | Equipo           | Pos. |
| ---- | -------- | ---------------- | ---- |
| 2015 | Toyota   | Joe Gibbs Racing | 18   |

### Resultados en la NASCAR Xfinity Series
| Año  | Coche     | N.º | Equipo                   | 1   | 2   | 3      | 4   | 5   | 6   | 7   | 8   | 9   | 10  | 11  | 12  | 13  | 14  | 15    | 16  | 17  | 18     | 19  | 20  | 21  | 22  | 23  | 24  | 25  | 26  | 27    | 28  | 29  | 30  | 31  | 32  | 33  | Posición | Puntos |
| ---- | --------- | --- | ------------------------ | --- | --- | ------ | --- | --- | --- | --- | --- | --- | --- | --- | --- | --- | --- | ----- | --- | --- | ------ | --- | --- | --- | --- | --- | --- | --- | --- | ----- | --- | --- | --- | --- | --- | --- | -------- | ------ |
| 2013 | Chevrolet | 33  | Richard Childress Racing | DAY | PHO | LVS    | BRI | CAL | TEX | RCH | TAL | DAR | CLT | DOV | IOW | MCH | ROA | KEN 3 | DAY | NHA | CHI 10 | IND | IOW | GLN | MOH | BRI | ATL | RCH | CHI | KEN 3 | DOV | KAN | CLT | TEX | PHO | HOM | 102.º    | 0      |
| 2014 | Chevrolet | 33  | Richard Childress Racing | DAY | PHO | LVS 12 | BRI | CAL | TEX | DAR | RCH | TAL | IOW | CLT | DOV | MCH | ROA | KEN   | DAY | NHA | CHI    | IND | IOW | GLN | MOH | BRI | ATL | RCH | CHI | KEN   | DOV | KAN | CLT | TEX | PHO | HOM | 98.º     | 0      |

### Resultados en la NASCAR Camping World Trucks Series
| Año  | Coche     | N.º | Equipo                     | 1      | 2      | 3      | 4      | 5      | 6      | 7      | 8      | 9      | 10     | 11     | 12     | 13     | 14     | 15     | 16     | 17     | 18     | 19     | 20     | 21     | 22     | 23     | 24     | 25     | Posición | Puntos |
| ---- | --------- | --- | -------------------------- | ------ | ------ | ------ | ------ | ------ | ------ | ------ | ------ | ------ | ------ | ------ | ------ | ------ | ------ | ------ | ------ | ------ | ------ | ------ | ------ | ------ | ------ | ------ | ------ | ------ | -------- | ------ |
| 2000 | Chevrolet | 88  | SealMaster Racing          | DAY    | HOM    | PHO    | MMR    | MAR    | PIR    | GTY    | MEM    | PPR    | EVG    | TEX    | KEN    | GLN    | MLW    | NHA    | NZH    | MCH    | IRP    | NSH    | CIC    | RCH    | DOV    | TEX    | CAL 9  |        | 83.º     | 138    |
| 2001 | Chevrolet | 88  | SealMaster Racing          | DAY 27 | HOM 26 | MMR 30 | MAR 6  | GTY 7  | DAR 8  | PPR 6  | DOV 9  | TEX 16 | MEM 10 | MLW 9  | KAN 22 | KEN 21 | NHA 10 | IRP 7  | NSH 25 | CIC 26 | NZH 22 | RCH 32 | SBO 10 | TEX 12 | LVS 28 | PHO 15 | CAL 9  |        | 12º      | 2278   |
| 2002 | Chevrolet | 88  | SealMaster Racing          | DAY 23 | DAR 14 | MAR 20 | GTY 10 | PPR 29 | DOV 27 | TEX 7  | MEM 21 | MLW 29 | KAN 10 | KEN 17 | NHA 13 | MCH 16 | IRP 10 | NSH 18 | RCH 32 | TEX 23 | SBO 12 | LVS 25 | CAL 17 | PHO 9  | HOM 9  |        |        |        | 15º      | 2424   |
| 2003 | Chevrolet | 88  | SealMaster Racing          | DAY 12 | DAR 11 | MMR 29 | MAR 13 | CLT 9  | DOV 22 | TEX 10 | MEM 10 | MLW 9  | KAN 19 | KEN 7  | GTY 10 | MCH 25 | IRP 10 | NSH 10 | BRI 6  | RCH 14 | NHA 10 | CAL 14 | LVS 9  | SBO 16 | TEX 12 | MAR 28 | PHO 14 |        | 11º      | 3074   |
| 2003 | Chevrolet | 98  | SealMaster Racing          |        |        |        |        |        |        |        |        |        |        |        |        |        |        |        |        |        |        |        |        |        |        |        |        | HOM 15 | 11º      | 3074   |
| 2004 | Chevrolet | 6   | Kevin Harvick Incorporated | DAY 19 | ATL 5  | MAR 7  | MFD 10 | CLT 9  | DOV 29 | TEX 8  | MEM 6  | MLW 10 | KAN 5  | KEN 4  | GTY 6  | MCH 12 | IRP 7  | NSH 7  | BRI 3  | RCH 21 | NHA 13 | LVS 22 | CAL 24 | TEX 21 | MAR 6  | PHO 3  | DAR 8  | HOM 5  | 5º       | 3379   |
| 2005 | Chevrolet | 88  | ThorSport Racing           | DAY 11 | CAL 6  | ATL 14 | MAR 15 | GTY 17 | MFD 19 | CLT 9  | DOV 9  | TEX 5  | MCH 22 | MLW 18 | KAN 27 | KEN 7  | MEM 7  | IRP 4  | NSH 13 | BRI 12 | RCH 7  | NHA 35 | LVS 11 | MAR 12 | ATL 22 | TEX 17 | PHO 8  | HOM 10 | 9º       | 3095   |
| 2006 | Chevrolet | 88  | ThorSport Racing           | DAY 26 | CAL 20 | ATL 9  | MAR 3  | GTY 12 | CLT 8  | MFD 6  | DOV 15 | TEX 12 | MCH 5  | MLW 34 | KAN 20 | KEN 7  | MEM 3  | IRP 20 | NSH 9  | BRI 12 | NHA 8  | LVS 21 | TAL 18 | MAR 34 | ATL 12 | TEX 15 | PHO 5  | HOM 12 | 14º      | 3102   |
| 2007 | Chevrolet | 88  | ThorSport Racing           | DAY 8  | CAL 11 | ATL 3  | MAR 17 | KAN 10 | CLT 7  | MFD 35 | DOV 26 | TEX 7  | MCH 34 | MLW 9  | MEM 10 | KEN 16 | IRP 14 | NSH 11 | BRI 12 | GTY 9  | NHA 11 | LVS 26 | TAL 18 | MAR 18 | ATL 7  | TEX 7  | PHO 14 | HOM 12 | 8º       | 3102   |
| 2008 | Chevrolet | 88  | ThorSport Racing           | DAY 24 | CAL 15 | ATL 4  | MAR 2  | KAN 21 | CLT 1  | MFD 12 | DOV 5  | TEX 7  | MCH 15 | MLW 2  | MEM 3  | KEN 3  | IRP 4  | NSH 11 | BRI 21 | GTY 12 | NHA 12 | LVS 3  | TAL 16 | MAR 8  | ATL 29 | TEX 19 | PHO 8  | HOM 17 | 5º       | 3392   |
| 2009 | Chevrolet | 88  | ThorSport Racing           | DAY 8  | CAL 7  | ATL 11 | MAR 9  | KAN 7  | CLT 3  | DOV 6  | TEX 2  | MCH 4  | MLW 16 | MEM 5  | KEN 3  | IRP 16 | NSH 5  | BRI 2  | CHI 14 | IOW 6  | GTY 6  | NHA 4  | LVS 2  | MAR 9  | TAL 10 | TEX 2  | PHO 8  | HOM 2  | 2º       | 3772   |
| 2010 | Chevrolet | 88  | ThorSport Racing           | DAY 5  | ATL 27 | MAR 7  | NSH 6  | KAN 25 | DOV 7  | CLT 11 | TEX 18 | MCH 27 | IOW 3  | GTY 5  | IRP 3  | POC 3  | NSH 7  | DAR 6  | BRI 31 | CHI 7  | KEN 10 | NHA 4  | LVS 5  | MAR 10 | TAL 4  | TEX 3  | PHO 4  | HOM 10 | 4º       | 3547   |
| 2011 | Chevrolet | 88  | ThorSport Racing           | DAY 10 | PHO 7  | DAR 4  | MAR 11 | NSH 6  | DOV 3  | CLT 26 | KAN 18 | TEX 29 | KEN 32 | IOW 1  | NSH 11 | IRP 6  | POC 8  | MCH 21 | BRI 21 | ATL 7  | CHI 7  | NHA 6  | KEN 23 | LVS 2  | TAL 31 | TEX 12 | MAR 5  | HOM 19 | 8º       | 785    |
| 2012 | Toyota    | 88  | ThorSport Racing           | DAY 23 | MAR 24 | RCK 3  | KAN 12 | CLT 15 | DOV 8  | TEX 2  | KEN 3  | IOW 3  | CHI 4  | POC 4  | MCH 16 | BRI 9  | ATL 9  | IOW 9  | KEN 9  | LVS 2  | TAL 18 | MAR 4  | TEX 6  | PHO 20 | HOM 12 |        |        |        | 6º       | 759    |
| 2013 | Toyota    | 88  | ThorSport Racing           | DAY 9  | MAR 2  | RCK 6  | KAN 1  | CLT 4  | DOV 2  | TEX 4  | KEN 10 | IOW 6  | ELD 8  | POC 8  | MCH 9  | BRI 10 | MSP 10 | IOW 7  | CHI 4  | LVS 11 | TAL 9  | TEX 17 | TEX 10 | PHO 5  | HOM 21 |        |        |        | 1º       | 804    |
| 2014 | Toyota    | 88  | ThorSport Racing           | DAY 13 | MAR 1  | KAN 2  | CLT 2  | DOV 23 | TEX 1  | GTY 26 | KEN 6  | IOW 3  | ELD 9  | POC 14 | MCH 2  | BRI 4  | MSP 6  | CHI 2  | NHA 3  | LVS 3  | TAL 14 | TEX 3  | TEX 5  | PHO 2  | HOM 9  |        |        |        | 1º       | 833    |
| 2015 | Toyota    | 88  | ThorSport Racing           | DAY 8  | ATL 1  | MAR 2  | KAN 1  | CLT 5  | DOV 5  | TEX 1  | GTY 21 | IOW 4  | KEN 1  | ELD 9  | POC 28 | MCH 6  | BRI 7  | MSP 2  | CHI 14 | NHA 2  | LVS 8  | TAL 24 | TEX 1  | TEX 4  | PHO 23 | HOM 1  |        |        | 3º       | 877    |
| 2016 | Toyota    | 88  | ThorSport Racing           | DAY 10 | ATL 30 | MAR 7  | KAN 2  | DOV 1  | CLT 1  | TEX 2  | IOW 8  | GTY 27 | KEN 8  | ELD 10 | POC 12 | BRI 32 | MCH 7  | MSP 4  | CHI 27 | NHA 3  | LVS 8  | TAL 22 | MAR 17 | TEX 2  | PHO 3  | HOM 7  |        |        | 2º       | 4026   |
| 2017 | Toyota    | 88  | ThorSport Racing           | DAY 14 | ATL 2  | MAR 9  | KAN 16 | DOV 6  | CLT 11 | TEX 9  | GTY 4  | IOW 19 | KEN 8  | ELD 1  | POC 6  | MCH 6  | BRI 2  | MSP 25 | CHI 16 | NHA 6  | LVS 8  | TAL 9  | MAR 2  | TEX 9  | PHO 21 | HOM 6  |        |        | 4º       | 4031   |
| 2018 | Ford      | 88  | ThorSport Racing           | DAY 19 | ATL 5  | LVS 29 | MAR 15 | DOV 2  | KAN 6  | CLT 11 | TEX 5  | IOW 26 | GTY 20 | CHI 11 | KEN 3  | ELD 4  | POC 9  | MCH 10 | BRI 8  | MSP 5  | LVS 5  | TAL 26 | MAR 13 | TEX 9  | PHO 11 | HOM 6  |        |        | 6º       | 2280   |
| 2019 | Ford      | 88  | ThorSport Racing           | DAY 5  | ATL 14 | LVS 3  | MAR 8  | TEX 5  | DOV 5  | KAN 6  | CLT 5  | TEX 2  | IOW 7  | GTY 9  | CHI 8  | KEN 13 | POC 6  | ELD 10 | MCH 10 | BRI 7  | MSP 11 | LVS 30 | TAL 8  | MAR 23 | PHO 6  | HOM 2  |        |        | 1º       | 4035   |
| 2020 | Ford      | 88  | ThorSport Racing           | DAY 15 | LVS 4  | CLT 35 | ATL 12 | HOM 9  | POC 40 | KEN 3  | TEX 3  | KAN 4  | KAN 1  | MCH 23 | DAY 4  | DOV 2  | GTY 14 | DAR 14 | RCH 2  | BRI 10 | LVS 9  | TAL 8  | KEN 8  | MAR 6  | TEX 5  | PHO 14 |        |        | 5º       | 2274   |
| 2021 | Toyota    | 88  | ThorSport Racing           | DAY 15 | DAY 6  | LVS 5  | ATL 8  | BRI 14 | RCH 18 | KAN 24 | DAR 4  | COT 15 | CLT 30 | TEX 20 | NSH 8  | POC 6  | KNX 6  | GLN 22 | GTY 2  | DAR 10 | BRI 7  | LVS 3  | TAL 14 | MAR 5  | PHO 12 |        |        |        | 4º       | 4025   |
| 2022 | Toyota    | 88  | ThorSport Racing           | DAY 27 | LVS 7  | ATL 25 | COT 13 | MAR 7  | BRI 9  | DAR 5  | KAN 9  | TEX 9  | CLT 18 | GTY 13 | SON 34 | KNX 7  | NSH 10 | MOH 22 | POC 15 | IRP    | RCH    | KAN    | BRI    | TAL    | HOM    | PHO    |        |        | 10º      | 2001   |

### Resultados en la ARCA Menards Series
| Año  | Coche  | N.º | Equipo           | 1   | 2   | 3   | 4   | 5   | 6     | 7   | 8   | 9     | 10  | 11  | 12     | 13     | 14  | 15  | 16  | 17  | 18  | 19  | 20  | Posición | Puntos |
| ---- | ------ | --- | ---------------- | --- | --- | --- | --- | --- | ----- | --- | --- | ----- | --- | --- | ------ | ------ | --- | --- | --- | --- | --- | --- | --- | -------- | ------ |
| 2010 | Ford   | 88  | Kimmel Racing    | DAY | PBE | SLM | TEX | TAL | TOL 5 | POC | MCH | IOW 5 | MFD | POC | BLN    | NJE    | ISF | CHI | DSF | TOL | SLM | KAN | RCK | 55.º     | 415    |
| 2011 | Ford   | 88  | Kimmel Racing    | DAY | TAL | SLM | TOL | NJE | CHI   | POC | MCH | WIN   | BLN | IOW | IRP 32 | POC    | ISF | MAD | DSF | SLM | KAN | TOL |     | 87.º     | 215    |
| 2012 | Toyota | 18  | ThorSport Racing | DAY | MOB | SLM | TAL | TOL | ELK   | POC | MCH | WIN   | NJE | IOW | CHI    | IRP 31 | POC | BLN | ISF | MAD | SLM | DSF | KAN | 131.º    | 95     |

### Resultados en la ARCA Menards Series West
| Año  | Coche  | N.º | Equipo             | 1   | 2   | 3       | 4   | 5   | 6   | 7   | 8   | 9   | 10  | 11  | 12    | 13  | Posición | Puntos |
| ---- | ------ | --- | ------------------ | --- | --- | ------- | --- | --- | --- | --- | --- | --- | --- | --- | ----- | --- | -------- | ------ |
| 2000 | Ford   | 21  | Miller Motorsports | PHO | MMR | LVS     | CAL | LGA | IRW | PIR | EVE | IRW | RMS | MMR | IRW 2 |     | 42º      | 180    |
| 2009 | Toyota | 45  | Speed Wong Racing  | THU | AAS | PHO DNQ | MDR | IOW | DCS | SON | IRW | PIR | MMP | CNS | IOW   | AAS | NC       | 0      |

### Resultados en la NASCAR Southeast Series
| Año  | Coche | N.º | Equipo           | 1   | 2   | 3   | 4   | 5   | 6   | 7      | 8   | 9   | 10  | 11  | 12  | 13  | 14  | 15  | 16  | Posición | Puntos |
| ---- | ----- | --- | ---------------- | --- | --- | --- | --- | --- | --- | ------ | --- | --- | --- | --- | --- | --- | --- | --- | --- | -------- | ------ |
| 2011 | Ford  | 42  | FastTrack Sealer | MOB | NSH | USA | GRE | BIR | MTG | KEN 35 | SOU | MYR | KEN | GRE | BRI | LOU | NSH | MMP | NSH | 90.º     | 58     |

### Resultados en la NASCAR Southwest Series
| Año  | Coche | N.º | Equipo              | 1      | 2      | 3      | 4      | 5      | 6      | 7      | 8      | 9      | 10     | 11     | 12     | 13     | 14     | 15     | 16     | 17     | 18     | 19     | Posición | Puntos |
| ---- | ----- | --- | ------------------- | ------ | ------ | ------ | ------ | ------ | ------ | ------ | ------ | ------ | ------ | ------ | ------ | ------ | ------ | ------ | ------ | ------ | ------ | ------ | -------- | ------ |
| 1996 | Ford  | 46  | Crafton Motorsports | TUC    | PHO    | ALT    | CAJ    | MMR 15 | STO    | SON 25 | LVS    | MMR    | MMR    | LVS    | MAD    | SAN    | CNS    | TUC 16 | ORA    | MMR    | PHO    |        | 59.º     | 233    |
| 1997 | Ford  | 46  | Crafton Motorsports | TUC 22 | PHO    | LVS 20 | ALT 9  | CAJ 15 | SON 5  | CNS 7  | MMR 8  | LVS 14 | MMR 16 | MAD 19 | SUN 6  | CNS 19 | LVS 19 | TUC 13 | ALT 9  | ORA 12 | MMR 17 | PHO 11 | 11º      | 2259   |
| 1998 | Ford  | 46  | Crafton Motorsports | TUC    | PHO 11 | LVS 9  | MAD 21 | MMR 2  | CNS 16 | ALT 7  | SON 21 | CAJ 1  | MMR 32 | CNS 8  | ANG 14 | TUC 5  | MMR 11 | TUC 23 | LVS 11 |        |        |        | 7º       | 1958   |
| 1999 | Ford  | 46  | Crafton Motorsports | TUC 14 | PHO 23 | CAJ 17 | MMR 10 | LVS 12 | IRW 5  | MMR 13 | CNS 5  | RCK 1  | SON 40 | IRW 4  | CNS 26 | ANG 32 | TUC 9  | MAD 6  | IRW 12 | MMR 11 | PHO 16 |        | 5º       | 2227   |
| 2000 | Ford  | 46  | Crafton Motorsports | PHO 12 | MMR 3  | IRW 17 | TUC 12 | PIK 2  | CAJ 4  | RCK 4  | SON 5  | MMR 1  | ANG 2  | IRW 4  | NAP 16 | CNS 18 | MAD 6  | LVS 3  | ALT 3  | IRW 1  | MMR 11 | PHO 24 | 1º       | 2791   |
| 2001 | Ford  | 46  | Crafton Motorsports | PHO 30 | CAJ    | IRW    | LVS    | PIK 6  | MMR    | IRW    | SON    | MMR    | MAD    | CNS    | IRW    | LVS    | MMR    | PHO 31 | TUC    |        |        |        | 56.º     | 293    |
| 2002 | Ford  | 46  | Crafton Motorsports | PHO    | CAJ    | MMR    | STO    | PIK 11 | IRW    | SON    | MMR    | ALT    | MAD    | IRW    | CNS    | MMR    | PHO 4  |        |        |        |        |        | 51.º     | 290    |
| 2005 | Ford  | 46  | Crafton Motorsports | PHO    | MMR    | STO    | MMR    | CNS    | IRW    | SON    | STO    | PIK    | CNS    | IRW    | SHA    | MMR    | PHO 2  |        |        |        |        |        | 51.º     | 290    |
| 2006 | Ford  | 46  | Crafton Motorsports | PHO 1  | SHA    | CNS    | ALT    | STO    | IRW    | CNS    | ALT    |        |        |        |        |        |        |        |        |        |        |        | 30.º     | 180    |

## Récords e hitos
A lo largo de sus año en la NASCAR Truck Series ha conseguido distintos hitos y ha roto numerosos récords:
- Piloto en activo con más carreras iniciadas consecutivas. Lo superó en la tercera carrera de 2013, superando a Terry Cook, quien lo había establecido en 296 carreras.
- Récord de vuelta más rápida en el Martinsville Speedway en una camioneta: 19.693 segundos (96.352 mph de media), en 2011. Joey Logano superó el tiempo de vuelta en 2015, siendo éste el récord actual y, por tanto, Crafton tiene el segundo mejor tiempo de la historia en las Truck Series.
- Junto a Johnny Sauter, Crafton participó en la carrera número 354 de ThorSport Racing en la NASCAR Camping World Truck Series, superando el récord de Roush Fenway Racing del equipo con más carreras disputadas en las Truck Series.
- Primer piloto en ganar dos título de la NASCAR Truck Series consecutivos (2013 y 2014).
- Junto a Austin Dillon (quien lo hizo en las Xfinity Series en 2013), único piloto que ganó un campeonato de NASCAR sin haber ganado ninguna carrera (2019).

## Palmarés

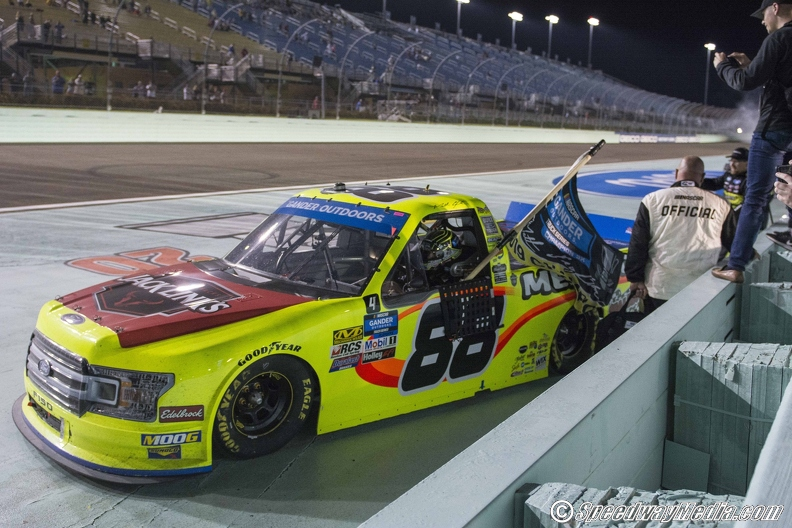
Matt Crafton celebrando su campeonato de 2019.

Tricampeón de la NASCAR Gander RV & Outdoors Truck Series (2013, 2014 y 2019).
Campeón de la NASCAR AutoZone Elite Division, Southwest Series (2000).